# قلعه کهنه کوار
قلعه کهنه کوار، روستایی از توابع بخش کوار شهرستان شیراز در استان فارس ایران است.

## جمعیت
این روستا در دهستان کوار قرار دارد و براساس سرشماری مرکز آمار ایران در سال ۱۳۹۵، جمعیت آن ۹۸۰ نفر ۱۵۷خانوار) بوده‌است.